# Georgiens damlandslag i fotboll
Georgiens damlandslag i fotboll representerar Georgien i internationell fotboll. För närvarande (april 2024) ligger Georgien på en hundratjugoåttonde plats på FIFA:s världsranking. Deras hittills högsta ranking är en 88:e plats, som de nådde i december 2009.

## Historia
Georgiens damlandslag spelade sin första match den 10 september 1997 då man förlorade med 0-11 mot Jugoslavien. Landet tog sin första seger i en match mot Makedonien med 3-1, den 11 maj 2009. Samtliga hemmamatcher har spelats antingen i Tbilisi eller Rustavi. Hittills har Georgien inte lyckats kvala sig in till något Europa- eller världsmästerskap. I kvalspelet till VM 2011 slutade Georgien på sista plats, med endast en poäng, som man lyckades få efter att ha spelat 1-1 mot Bulgarien hemma i Tbilisi. I kvalspelet till EM 2013 som arrangerades av Sverige, spelade Georgien i samma förkvalsgrupp som Malta, Färöarna och Armenien. I sin grupp slutade Georgien trea, och därmed fick Georgien inte spela kvalet till EM 2013, sedan Armenien vunnit den platsen.

## Kända spelare
- Chatia Tjqonia ( İdmanocağı)
- Lela Tjitjinadze ( Baia Zugdidi)